# 切尔加利村委员会
切尔加利村委员会（俄语：Чергалинский сельсовет）是俄罗斯联邦阿穆尔州罗姆内区所属的一个村委员会。其下辖有6个居民点，行政中心为切尔加利。据2016年统计，该村委员会的人口为635人。